# Kat Nipp
Kat Nipp est un personnage de dessin animé et de bandes dessinées faisant partie de l'univers de Mickey Mouse. Son nom est un jeu de mots, catnip désignant en anglais la cataire ou herbe à chat.
Ce chat anthropomorphe buveur et violent fut le rival de Mickey à trois reprises durant l'année 1929. Il fait ses débuts dans le court-métrage The Opry House sous le nom de « Tom Cat » (à pas confondre avec le chat Tom, covedette de la série Tom et Jerry, créée en 1940 par William Hanna et Joseph Barbera).
On le retrouve dans When the Cat's Away et The Karnival Kid mais il ne fut plus réellement utilisé par la suite. Il apparaît toutefois brièvement en bandes dessinées en 1931 aux côtés d'un autre vilain, le marin Barnacle Bill.